# Ampoigné
Ampoigné är en kommun i departementet Mayenne i regionen Pays de la Loire i nordvästra Frankrike. Kommunen ligger i kantonen Château-Gontier-Ouest som tillhör arrondissementet Château-Gontier. År 2018 hade Ampoigné 565 invånare.

## Befolkningsutveckling
Antalet invånare i kommunen Ampoigné
| Referens: INSEE |